# Torneo Clausura 2022 (Uruguay)
El Torneo Clausura 2022  constituyó el segundo certamen del 119.º Campeonato de Primera División del fútbol uruguayo organizado por la AUF.

## Participantes

### Información de equipos
Datos hasta antes del inicio del torneo. Todos los datos estadísticos corresponden únicamente a los Campeonatos Uruguayos organizados por la Asociación Uruguaya de Fútbol, no se incluyen los torneos de la FUF de 1923, 1924 ni el Torneo del Consejo Provisorio 1926 en las temporadas contadas. Las fechas de fundación de los equipos son las declaradas por los propios clubes implicados.
| Equipo                 | Ciudad                 | Estadio de localía               | Capacidad | Fundación                | Temporadas | Temp. Consecutivas | Títulos | Subtítulos | Indumentaria | 2021 |
| ---------------------- | ---------------------- | -------------------------------- | --------- | ------------------------ | ---------- | ------------------ | ------- | ---------- | ------------ | ---- |
| Albion                 | Montevideo             | Parque Federico Omar Saroldi     | 6.000     | 1 de junio de 1891       | 7          | 1                  | 0       | 1          | Mgr Sport    |      |
| Boston River           | Montevideo             | Juan Antonio Lavalleja (Flores)  | 7.000     | 20 de febrero de 1939    | 7          | 7                  | 0       | 0          | Mgr Sport    | 11°  |
| Cerrito                | Montevideo             | Parque Palermo                   | 4.072     | 28 de octubre de 1929    | 8          | 2                  | 0       | 0          | Joma         | 10°  |
| Cerro Largo            | Melo                   | Municipal Arq. Antonio E. Ubilla | 9.000     | 19 de noviembre de 2002  | 9          | 4                  | 0       | 0          | Matgeor      | 5°   |
| Danubio                | Montevideo             | Jardines del Hipódromo           | 18.000    | 1 de marzo de 1932       | 72         | 1                  | 4       | 3          | Umbro        |      |
| Defensor Sporting      | Montevideo             | Estadio Luis Franzini            | 16.000    | 15 de marzo de 1913      | 95         | 1                  | 4       | 9          | Puma         |      |
| Deportivo Maldonado    | Maldonado              | Domingo Burgueño Miguel          | 25.000    | 25 de agosto de 1928     | 9          | 3                  | 0       | 0          | Joma         | 12°  |
| Fénix                  | Montevideo             | Parque Capurro                   | 5.500     | 7 de julio de 1916       | 41         | 14                 | 0       | 0          | Mgr Sport    | 9°   |
| Liverpool              | Montevideo             | Belvedere                        | 8.384     | 15 de febrero de 1915    | 81         | 8                  | 0       | 0          | Mgr Sport    | 7°   |
| Montevideo City Torque | Montevideo             | Centenario                       | 60.235    | 26 de diciembre de 2007  | 4          | 3                  | 0       | 0          | Puma         | 4°   |
| Montevideo Wanderers   | Montevideo             | Parque Alfredo Víctor Viera      | 15.000    | 15 de agosto de 1902     | 106        | 23                 | 3       | 8          | Umbro        | 6°   |
| Nacional               | Montevideo             | Gran Parque Central              | 34.000    | 14 de mayo de 1899       | 118        | 118                | 48      | 45         | Umbro        | 2°   |
| Peñarol                | Montevideo             | Campeón del Siglo                | 40.700    | 28 de septiembre de 1891 | 117        | 95                 | 51      | 40         | Puma         | 1°   |
| Plaza Colonia          | Colonia del Sacramento | Parque Juan Gaspar Prandi        | 4.500     | 22 de abril de 1917      | 11         | 4                  | 0       | 0          | Mgr Sport    | 3°   |
| Rentistas              | Montevideo             | Complejo Rentistas               | 6.500     | 26 de marzo de 1933      | 29         | 3                  | 0       | 1          | Kelme        | 13°  |
| River Plate            | Montevideo             | Parque Federico Omar Saroldi     | 6.000     | 11 de mayo de 1932       | 75         | 19                 | 0       | 1          | Mgr Sport    | 8°   |

## Clasificación
| Pos. | Equipo                 | Pts. | PJ | G  | E | P  | GF | GC | Dif. |  |
| ---- | ---------------------- | ---- | -- | -- | - | -- | -- | -- | ---- |  |
| 1    | Nacional (C)           | 34   | 15 | 10 | 4 | 1  | 26 | 9  | +17  |  |
| 2    | River Plate            | 30   | 15 | 9  | 3 | 3  | 29 | 12 | +17  |  |
| 3    | Deportivo Maldonado    | 30   | 15 | 8  | 6 | 1  | 19 | 11 | +8   |  |
| 4    | Liverpool              | 28   | 15 | 8  | 4 | 3  | 23 | 12 | +11  |  |
| 5    | Danubio                | 25   | 15 | 6  | 7 | 2  | 19 | 10 | +9   |  |
| 6    | Defensor Sporting      | 25   | 15 | 7  | 4 | 4  | 18 | 12 | +6   |  |
| 7    | Boston River           | 22   | 15 | 6  | 4 | 5  | 21 | 15 | +6   |  |
| 8    | Peñarol                | 22   | 15 | 6  | 4 | 5  | 20 | 16 | +4   |  |
| 9    | Cerro Largo            | 19   | 15 | 5  | 4 | 6  | 11 | 18 | −7   |  |
| 10   | Fénix                  | 17   | 15 | 4  | 5 | 6  | 13 | 15 | −2   |  |
| 11   | Montevideo Wanderers   | 16   | 15 | 4  | 4 | 7  | 12 | 19 | −7   |  |
| 12   | Albion                 | 16   | 15 | 4  | 4 | 7  | 11 | 19 | −8   |  |
| 13   | Plaza Colonia          | 14   | 15 | 4  | 2 | 9  | 11 | 20 | −9   |  |
| 14   | Montevideo City Torque | 13   | 15 | 4  | 1 | 10 | 12 | 24 | −12  |  |
| 15   | Rentistas              | 10   | 15 | 3  | 1 | 11 | 16 | 31 | −15  |  |
| 16   | Cerrito                | 9    | 15 | 2  | 3 | 10 | 10 | 28 | −18  |  |

Actualizado a los partidos jugados el 24 de octubre de 2022.
 Fuente: AUF
|  | Campeón del Torneo Clausura y clasificado a la semifinal del Campeonato Uruguayo. |

## Evolución de la clasificación
- Actualizado al 24 de octubre de 2022.

| Equipo \ Jornadas      | 01 | 02 | 03 | 04 | 05 | 06 | 07 | 08 | 09 | 10 | 11 | 12 | 13  | 14 | 15 |
| ---------------------- | -- | -- | -- | -- | -- | -- | -- | -- | -- | -- | -- | -- | --- | -- | -- |
| Albion                 | 1  | 4  | 9  | 7  | 8  | 5  | 7  | 8  | 7  | 7  | 9  | 8  | 9   | 11 | 12 |
| Boston River           | 8  | 3  | 8  | 5  | 6  | 7  | 6  | 6  | 9  | 8  | 8  | 10 | 10* | 9* | 7  |
| Cerrito                | 9  | 15 | 15 | 15 | 15 | 16 | 16 | 16 | 16 | 16 | 16 | 16 | 16  | 16 | 16 |
| Cerro Largo            | 13 | 11 | 14 | 14 | 16 | 15 | 12 | 11 | 11 | 12 | 11 | 9  | 7   | 8  | 9  |
| Danubio                | 10 | 10 | 7  | 4  | 5  | 6  | 4  | 5  | 4  | 4  | 5  | 5  | 5   | 4  | 5  |
| Defensor Sporting      | 2  | 7  | 3  | 8  | 3  | 3  | 3  | 4  | 5  | 5  | 4  | 3  | 4   | 6  | 6  |
| Deportivo Maldonado    | 4  | 5  | 2  | 3  | 4  | 4  | 5  | 3  | 3  | 3  | 3  | 4  | 3   | 3  | 3  |
| Fénix                  | 6  | 2  | 6  | 9  | 9  | 9  | 10 | 9  | 10 | 10 | 10 | 11 | 11  | 10 | 10 |
| Liverpool              | 16 | 13 | 13 | 10 | 10 | 11 | 8  | 10 | 8  | 8  | 7  | 6  | 6   | 5  | 4  |
| Montevideo City Torque | 3  | 9  | 12 | 13 | 14 | 14 | 15 | 15 | 15 | 15 | 15 | 13 | 13  | 14 | 14 |
| Montevideo Wanderers   | 12 | 12 | 10 | 12 | 11 | 12 | 13 | 14 | 13 | 13 | 13 | 14 | 14  | 12 | 11 |
| Nacional               | 11 | 6  | 4  | 2  | 2  | 2  | 2  | 2  | 2  | 1  | 1  | 2  | 1   | 1  | 1  |
| Peñarol                | 14 | 8  | 5  | 6  | 7  | 8  | 9  | 7  | 6  | 6  | 6  | 7  | 8*  | 7* | 8  |
| Plaza Colonia          | 7  | 14 | 11 | 11 | 12 | 10 | 11 | 12 | 12 | 11 | 12 | 12 | 12  | 13 | 13 |
| Rentistas              | 15 | 16 | 16 | 16 | 13 | 13 | 14 | 13 | 14 | 14 | 14 | 15 | 15  | 15 | 15 |
| River Plate            | 5  | 1  | 1  | 1  | 1  | 1  | 1  | 1  | 1  | 2  | 2  | 1  | 2   | 2  | 2  |

Fuente: AUF

## Fixture
- Los horarios corresponden al huso horario de Uruguay: (UTC-3).

| Rentistas           | 2:4 | Albion                 | Complejo Rentistas          | 30 de julio | 10:15 | Andrés Matonte     |
| Plaza Colonia       | 1:1 | Boston River           | Parque Prandi               | 30 de julio | 16:00 | Christian Ferreyra |
| Deportivo Maldonado | 2:1 | Nacional               | Domingo Burgueño            | 30 de julio | 19:00 | Mathías de Armas   |
| Danubio             | 0:0 | Cerrito                | Jardines del Hipódromo      | 31 de julio | 10:15 | Diego Riveiro      |
| Cerro Largo         | 1:2 | Montevideo City Torque | Municipal Arquitecto Ubilla | 31 de julio | 15:00 | Bruno Sacarelo     |
| Wanderers           | 1:2 | River Plate            | Parque Viera                | 31 de julio | 17:30 | José Burgos        |
| Liverpool           | 1:3 | Defensor Sporting      | Belvedere                   | 1 de agosto | 15:00 | Esteban Ostojich   |
| Peñarol             | 0:1 | Fénix                  | Campeón del Siglo           | 1 de agosto | 20:00 | Andrés Cunha       |

| Nacional          | 3:0 | Rentistas              | Gran Parque Central         | 5 de agosto | 20:00 | Esteban Ostojich |
| River Plate       | 2:0 | Plaza Colonia          | Parque Saroldi              | 6 de agosto | 12:30 | Diego Riveiro    |
| Cerro Largo       | 1:1 | Wanderers              | Municipal Arquitecto Ubilla | 6 de agosto | 15:00 | Javier Feres     |
| Cerrito           | 0:3 | Boston River           | Parque Palermo              | 6 de agosto | 19:30 | Jonathan Fuentes |
| Fénix             | 1:0 | Montevideo City Torque | Parque Capurro              | 7 de agosto | 10:15 | Gustavo Tejera   |
| Danubio           | 0:0 | Deportivo Maldonado    | Jardines del Hipódromo      | 7 de agosto | 15:00 | Antonio García   |
| Defensor Sporting | 2:3 | Peñarol                | Luis Franzini               | 7 de agosto | 18:30 | Andrés Matonte   |
| Albion            | 1:1 | Liverpool              | Parque Saroldi              | 8 de agosto | 15:00 | Andrés Cunha     |

| Deportivo Maldonado    | 2:1 | Cerrito           | Domingo Burgueño   | 11 de agosto | 15:30 | Santiago Motta     |
| Wanderers              | 2:1 | Fénix             | Parque Viera       | 11 de agosto | 19:00 | Leodán González    |
| Boston River           | 1:2 | River Plate       | Parque Capurro     | 12 de agosto | 15:30 | Diego Dunajec      |
| Plaza Colonia          | 2:0 | Cerro Largo       | Parque Prandi      | 12 de agosto | 19:00 | Esteban Ostojich   |
| Rentistas              | 0:1 | Danubio           | Complejo Rentistas | 13 de agosto | 15:00 | Gustavo Tejera     |
| Peñarol                | 2:0 | Albion            | Campeón del Siglo  | 13 de agosto | 18:30 | Javier Feres       |
| Montevideo City Torque | 0:2 | Defensor Sporting | Parque Capurro     | 14 de agosto | 12:30 | Antonio García     |
| Liverpool              | 0:1 | Nacional          | Belvedere          | 14 de agosto | 15:30 | Christian Ferreyra |

| Deportivo Maldonado | 2:1 | Rentistas              | Domingo Burgueño            | 2 de septiembre | 15:30 | Diego Riveiro      |
| Albion              | 1:0 | Montevideo City Torque | Parque Saroldi              | 3 de septiembre | 10:30 | Bruno Sacarelo     |
| Danubio             | 1:1 | Liverpool              | Jardines del Hipódromo      | 3 de septiembre | 15:30 | Andrés Cunha       |
| Defensor Sporting   | 1:0 | Wanderers              | Luis Franzini               | 3 de septiembre | 18:00 | Leodán González    |
| Nacional            | 3:1 | Peñarol                | Gran Parque Central         | 4 de septiembre | 15:30 | Andrés Matonte     |
| Cerro Largo         | 1:1 | Boston River           | Municipal Arquitecto Ubilla | 4 de septiembre | 18:30 | Javier Burgos      |
| Cerrito             | 1:5 | River Plate            | Parque Palermo              | 5 de septiembre | 13:15 | Christian Ferreyra |
| Fénix               | 0:1 | Plaza Colonia          | Parque Capurro              | 5 de septiembre | 15:30 | Daniel Rodríguez   |

| Boston River           | 1:1 | Fénix               | Juan Antonio Lavalleja      | 26 de agosto | 19:00 | Mathías de Armas   |
| Wanderers              | 0:0 | Albion              | Parque Viera                | 27 de agosto | 10:00 | Christian Ferreyra |
| Rentistas              | 3:0 | Cerrito             | Complejo Rentistas          | 27 de agosto | 15:00 | Javier Burgos      |
| Montevideo City Torque | 0:3 | Nacional            | Centenario                  | 27 de agosto | 18:30 | Javier Feres       |
| Liverpool              | 1:1 | Deportivo Maldonado | Belvedere                   | 28 de agosto | 10:00 | Andrés Matonte     |
| Plaza Colonia          | 0:1 | Defensor Sporting   | Parque Prandi               | 28 de agosto | 15:00 | Antonio García     |
| Peñarol                | 1:1 | Danubio             | Campeón del Siglo           | 28 de agosto | 18:00 | Esteban Ostojich   |
| Cerro Largo            | 0:5 | River Plate         | Municipal Arquitecto Ubilla | 29 de agosto | 17:00 | Andrés Cunha       |

| Danubio             | 3:2 | Montevideo City Torque | Jardines del Hipódromo | 19 de agosto | 15:00 | Diego Riveiro      |
| Cerrito             | 0:0 | Cerro Largo            | Parque Palermo         | 19 de agosto | 20:00 | Yimmy Álvarez      |
| Rentistas           | 0:2 | Liverpool              | Complejo Rentistas     | 20 de agosto | 10:00 | Daniel Fedorczuk   |
| Fénix               | 1:2 | River Plate            | Parque Capurro         | 20 de agosto | 15:00 | Andrés Matonte     |
| Nacional            | 2:0 | Wanderers              | Gran Parque Central    | 20 de agosto | 18:00 | Andrés Cunha       |
| Defensor Sporting   | 0:1 | Boston River           | Luis Franzini          | 21 de agosto | 11:15 | Christian Ferreyra |
| Albion              | 1:0 | Plaza Colonia          | Parque Saroldi         | 22 de agosto | 15:30 | Javier Burgos      |
| Deportivo Maldonado | 1:1 | Peñarol                | Parque Artigas         | 22 de agosto | 19:00 | Leodán González    |

| Liverpool              | 3:0 | Cerrito             | Belvedere                   | 9 de septiembre  | 15:30 | Federico Arman     |
| Montevideo City Torque | 3:3 | Deportivo Maldonado | Centenario                  | 9 de septiembre  | 18:00 | Christian Ferreyra |
| Wanderers              | 0:3 | Danubio             | Parque Viera                | 10 de septiembre | 10:00 | Javier Burgos      |
| Boston River           | 1:0 | Albion              | Juan Antonio Lavalleja      | 10 de septiembre | 15:00 | Santiago Motta     |
| Plaza Colonia          | 1:3 | Nacional            | Centenario                  | 10 de septiembre | 18:00 | Mathías de Armas   |
| River Plate            | 0:1 | Defensor Sporting   | Parque Saroldi              | 11 de septiembre | 10:00 | Esteban Ostojich   |
| Cerro Largo            | 1:0 | Fénix               | Municipal Arquitecto Ubilla | 11 de septiembre | 15:00 | Pablo Giménez      |
| Peñarol                | 2:2 | Rentistas           | Campeón del Siglo           | 11 de septiembre | 18:00 | Javier Feres       |

| Danubio             | 1:1 | Plaza Colonia          | Jardines del Hipódromo | 13 de septiembre | 15:30 | Christian Ferreyra |
| Deportivo Maldonado | 1:0 | Wanderers              | Domingo Burgueño       | 13 de septiembre | 18:00 | Andrés Cunha       |
| Rentistas           | 3:0 | Montevideo City Torque | Complejo Rentistas     | 14 de septiembre | 13:00 | Nicolás Vignolo    |
| Albion              | 0:2 | River Plate            | Jardines del Hipódromo | 14 de septiembre | 15:30 | Leodán González    |
| Nacional            | 1:0 | Boston River           | Gran Parque Central    | 14 de septiembre | 20:00 | Antonio García     |
| Cerrito             | 0:2 | Fénix                  | Parque Palermo         | 15 de septiembre | 12:30 | Diego Riveiro      |
| Liverpool           | 0:1 | Peñarol                | Belvedere              | 15 de septiembre | 15:30 | Esteban Ostojich   |
| Defensor Sporting   | 0:1 | Cerro Largo            | Luis Franzini          | 15 de septiembre | 20:15 | Andrés Matonte     |

| Plaza Colonia          | 0:1 | Deportivo Maldonado | Parque Prandi               | 17 de septiembre | 10:00 | José Burgos        |
| River Plate            | 1:1 | Nacional            | Parque Saroldi              | 17 de septiembre | 16:00 | Christian Ferreyra |
| Wanderers              | 1:0 | Rentistas           | Parque Viera                | 17 de septiembre | 19:00 | Mathías de Armas   |
| Cerro Largo            | 1:2 | Albion              | Municipal Arquitecto Ubilla | 18 de septiembre | 16:00 | Esteban Ostojich   |
| Peñarol                | 3:1 | Cerrito             | Campeón del Siglo           | 18 de septiembre | 19:00 | Santiago Motta     |
| Boston River           | 0:1 | Danubio             | Juan Antonio Lavalleja      | 19 de septiembre | 17:00 | Leodán González    |
| Montevideo City Torque | 0:2 | Liverpool           | Centenario                  | 19 de septiembre | 19:30 | Gustavo Tejera     |
| Fénix                  | 0:0 | Defensor Sporting   | Parque Capurro              | 20 de septiembre | 16:00 | Antonio García     |

| Deportivo Maldonado | 2:1 | Boston River           | Domingo Burgeño        | 23 de septiembre | 19:00 | Esteban Ostojich   |
| Liverpool           | 1:1 | Wanderers              | Belvedere              | 24 de septiembre | 11:00 | Christian Ferreyra |
| Danubio             | 3:0 | River Plate            | Jardines del Hipódromo | 24 de septiembre | 16:00 | Andrés Cunha       |
| Peñarol             | 0:1 | Montevideo City Torque | Campeón del Siglo      | 24 de septiembre | 19:00 | Antonio García     |
| Rentistas           | 0:1 | Plaza Colonia          | Complejo Rentistas     | 25 de septiembre | 11:00 | Daniel Fedorczuk   |
| Nacional            | 1:1 | Cerro Largo            | Gran Parque Central    | 25 de septiembre | 18:00 | Gustavo Tejera     |
| Cerrito             | 1:2 | Defensor Sporting      | Parque Palermo         | 25 de septiembre | 20:30 | Leodán González    |
| Albion              | 1:1 | Fénix                  | Parque Saroldi         | 26 de septiembre | 16:00 | Javier Feres       |

| Cerro Largo            | 1:0 | Danubio             | Municipal Arquitecto Ubilla | 30 de septiembre | 18:00 | Mathías de Armas |
| Plaza Colonia          | 1:3 | Liverpool           | Parque Prandi               | 30 de septiembre | 20:30 | Bruno Sacarelo   |
| Montevideo City Torque | 0:1 | Cerrito             | Luis Franzini               | 1 de octubre     | 12:30 | Diego Dunajec    |
| Fénix                  | 1:1 | Nacional            | Domingo Burgueño            | 1 de octubre     | 18:00 | Esteban Ostojich |
| Defensor Sporting      | 2:0 | Albion              | Luis Franzini               | 1 de octubre     | 20:30 | Gustavo Tejera   |
| River Plate            | 0:0 | Deportivo Maldonado | Parque Saroldi              | 2 de octubre     | 11:00 | Andrés Matonte   |
| Boston River           | 3:0 | Rentistas           | Juan Antonio Lavalleja      | 2 de octubre     | 16:00 | Santiago Motta   |
| Wanderers              | 0:2 | Peñarol             | Parque Viera                | 2 de octubre     | 19:30 | Javier Feres     |

| Deportivo Maldonado    | 0:1 | Cerro Largo       | Domingo Burgueño       | 7 de octubre | 16:00 | Leodán González    |
| Cerrito                | 0:0 | Albion            | Parque Palermo         | 7 de octubre | 20:15 | Esteban Ostojich   |
| Rentistas              | 0:5 | River Plate       | Complejo Rentistas     | 8 de octubre | 11:00 | Diego Riveiro      |
| Danubio                | 1:1 | Fénix             | Jardines del Hipódromo | 8 de octubre | 16:00 | José Burgos        |
| Nacional               | 1:1 | Defensor Sporting | Gran Parque Central    | 8 de octubre | 19:30 | Andrés Cunha       |
| Montevideo City Torque | 1:0 | Wanderers         | Luis Franzini          | 9 de octubre | 11:00 | Andrés Matonte     |
| Liverpool              | 3:2 | Boston River      | Belvedere              | 9 de octubre | 16:00 | Gustavo Tejera     |
| Peñarol                | 0:1 | Plaza Colonia     | Campeón del Siglo      | 9 de octubre | 19:30 | Christian Ferreyra |

| Fénix             | 0:1 | Deportivo Maldonado    | Parque Capurro              | 11 de octubre | 16:00 | Mathías de Armas   |
| Cerro Largo       | 2:1 | Rentistas              | Municipal Arquitecto Ubilla | 11 de octubre | 18:30 | Gustavo Tejera     |
| Plaza Colonia     | 0:1 | Montevideo City Torque | Parque Prandi               | 12 de octubre | 12:15 | Pablo Giménez      |
| Boston River      | 2:1 | Peñarol                | Parque Viera                | 12 de octubre | 19:00 | Leodán González    |
| Defensor Sporting | 1:1 | Danubio                | Luis Franzini               | 12 de octubre | 21:30 | Esteban Ostojich   |
| River Plate       | 0:1 | Liverpool              | Parque Saroldi              | 13 de octubre | 15:00 | Christian Ferreyra |
| Albion            | 0:1 | Nacional               | Centenario                  | 13 de octubre | 19:00 | José Burgos        |
| Wanderers         | 2:1 | Cerrito                | Parque Viera                | 13 de octubre | 21:30 | Diego Riveiro      |

| Rentistas              | 1:3 | Fénix             | Complejo Rentistas     | 15 de octubre | 16:00 | Antonio García     |
| Deportivo Maldonado    | 0:0 | Defensor Sporting | Domingo Burgueño       | 15 de octubre | 18:30 | Christian Ferreyra |
| Liverpool              | 1:0 | Cerro Largo       | Belvedere              | 16 de octubre | 10:00 | Bruno Sacarelo     |
| Danubio                | 3:0 | Albion            | Jardines del Hipódromo | 16 de octubre | 15:30 | Daniel Rodríguez   |
| Peñarol                | 1:1 | River Plate       | Campeón del Siglo      | 16 de octubre | 18:30 | Andrés Matonte     |
| Montevideo City Torque | 0:2 | Boston River      | Centenario             | 17 de octubre | 15:00 | Andrés Cunha       |
| Wanderers              | 2:1 | Plaza Colonia     | Parque Viera           | 17 de octubre | 17:30 | Federico Arman     |
| Cerrito                | 1:2 | Nacional (C)      | Centenario             | 17 de octubre | 20:30 | Gustavo Tejera     |

| River Plate       | 2:1 | Montevideo City Torque | Parque Saroldi              | 21 de octubre | 15:15 | Bruno Sacarelo   |
| Defensor Sporting | 2:3 | Rentistas              | Luis Franzini               | 22 de octubre | 16:30 | Yimmy Álvarez    |
| Cerro Largo       | 0:2 | Peñarol                | Municipal Arquitecto Ubilla | 22 de octubre | 19:00 | Mathías de Armas |
| Plaza Colonia     | 1:3 | Cerrito                | Parque Prandi               | 23 de octubre | 13:30 | Jonathan Fuentes |
| Fénix             | 0:3 | Liverpool              | Parque Capurro              | 23 de octubre | 16:00 | Santiago Motta   |
| Nacional          | 2:0 | Danubio                | Gran Parque Central         | 23 de octubre | 19:30 | Javier Feres     |
| Albion            | 1:3 | Deportivo Maldonado    | Parque Saroldi              | 24 de octubre | 16:15 | Andrés Cunha     |
| Boston River      | 2:2 | Wanderers              | Juan Antonio Lavalleja      | 24 de octubre | 16:15 | Andrés Matonte   |

## Goleadores
- Fuente: Transfermarkt

| Jugador             | Club                | Goles | PJ | GPP  |
| ------------------- | ------------------- | ----- | -- | ---- |
| Thiago Borbas       | River Plate         | 11    | 14 | 0.79 |
| Thiago Vecino       | Liverpool           | 10    | 13 | 0.77 |
| Agustín Rodríguez   | Boston River        | 9     | 15 | 0.6  |
| Luis Suárez         | Nacional            | 6     | 13 | 0.46 |
| Maximiliano Cantera | Deportivo Maldonado | 6     | 14 | 0.43 |

### Tripletes o más
A continuación se detallan los tripletes conseguidos a lo largo del Torneo Apertura.
| Fecha      | Jugador       | Goles       | Local     |  | Resultado |  | Visitante | Rep.     |
| ---------- | ------------- | ----------- | --------- |  | --------- |  | --------- | -------- |
| 30/07/2022 | José Neris    | 4' 49' 84'  | Rentistas |  | 2 – 4     |  | Albion    | Fecha 1  |
| 23/10/2022 | Thiago Vecino | 21' 33' 39' | Fénix     |  | 0 – 3     |  | Liverpool | Fecha 15 |

## Récords
- Primer gol del Torneo Clausura: José Neris de Albion vs.  Rentistas (30 de julio de 2022)

- Mayor número de goles marcados en un partido en el Clausura: 6 goles: (2–4)  Rentistas vs. Albion (30 de julio de 2022) // (1-5)  Cerrito vs.  River Plate (5 de septiembre de 2022) // (3-3)  Torque vs.  Deportivo Maldonado (9 de septiembre de 2022)

- Mayor victoria local en el Clausura: (3–0)  Nacional vs.  Rentistas (5 de agosto de 2022) //  Rentistas vs.  Cerrito (27 de agosto de 2022) //  Rentistas vs.  Torque (14 de septiembre de 2022)  //  Danubio vs.  River Plate (24 de septiembre de 2022) //  Boston River vs.  Rentistas (2 de octubre de 2022) //  Danubio vs. Albion (16 de octubre de 2022)

- Mayor victoria visitante en el Clausura: (0–5)  Cerro Largo vs.  River Plate (29 de agosto de 2022) //  Rentistas vs.  River Plate (8 de octubre de 2022)